# Liste der Bischöfe von Sodor und Man
Die folgenden Personen waren Bischöfe von Sodor & Man, bis 1568 gehörten sie der Römisch-katholischen Kirche an, danach der Church of England:

## Bischöfe von Sodor und Man
- Wimund (um 1134–1151)
- John (um 1151)
- Gamaliel (1154–????)
- Reginald von Norwegen
- Christian Orcadensis (Christian von Orkney)
- Michael (1194–um 1203)
- Nicholas (auch Abt in Furness) (nach 1203–1217)
- Ragnvald (1217–nach 1224)
  - Nicholas of Meaux (1217–1224)
- John (nach 1224–1230)
- Simon (1230–1248)
- Laurence (auf dem Weg von Norwegen zum Bistumssitz ertrunken) (1248)
- 1249–1252 vakant
- Richard (1253–1275)
- Mark (1275–1303)
- 1303–1305 vakant
- Alan of Galloway (1305 bis 1321)
- Gilbert MacLean (vor 1324–1327)
- Bernard (1328–1330/31)
- Thomas von Dunkeld (1334 bis 20. September 1348)
- William Russell (1348 bis 21. April 1374), auch Abt von Rushen
- John Duncan (Donkan; Donkin; Dunkan) (1374 bis Mai 1392)
- Robert Waldby (1392–????), auch Bischof von Dublin
- Konrad (1429–????)
- ????–1429 vakant
- John Burghersh (1429–????)
- Richard Pully (Richard Payl) (Franziskaner) (1429 (oder 1410) – ????)
- John Seyr (1435–????)
- John Green (Robert Green; Robert Sprotton; John Sproton; John Grene; John Greene) OFM (1. Oktober 1441–1455)
- Thomas Burton OFM (25. September 1455 bis † 28. Februar 1458)
- Thomas von Kirkham O. Cist. (21. Juni 1458 bis 1472)
- Richard Oldham O.S.B. (15. Februar 1478 bis † 19. September 1486) (auch Abt von Chester)
- Huan Blackleach (Hesketh; Hisketh) (4. April 1487 bis † 1509)
- George Hepburn (10. Februar 1511 bis † 9. Februar 1513)
- John Howden O.P. (18. Mai 1523 bis † 1529)
- Ferquhard McCachane O.S.A. (17 Feb 1530 bis ?)
- Robert Farrer (Robert Ferrar) 1545–1548 (auch Bischof von St Davids)
- Roderick Maclene (5. März 1550 bis ?)
- Thomas Stanley (21. Juni 1555 bis † 1568) (letzter römisch-katholischer Bischof)

## Anglikanische Bischöfe
- 1571–1573 John Salisbury
- 1573–1576 James Stanley
- 1576–1599 John Merick (John Meyrick)
- 1599–1604 George Lloyd (auch Bischof von Chester)
- 1604–1633 John Philips (John Phillips)
- 1634 (oder 1633) – 1635 William Forster (William Foster)
- 1635–1643 Richard Parr
- 1643 (oder 1644) – 1658 vakant
- 1658–1661 Thomas Kirkham
- 1661–1663 Samuel Rutter
- 1663–1671 Isaac Barrow (danach Bischof von St. Asaph)
- 1671–1682 Henry Bridgman
- 1682–1684 John Lake (auch Bischof von Bristol)
- 1684–1692 Baptist Levinge (Baptiste Levinge)
- 1693–1697 vakant
- 1697 (oder 1698) – 1755 Thomas Wilson
- 1755–1773 Mark Hiddesley (Mark Hildesley)
- 1773–1780 Richard Richmond
- 1780–1783 George Mason
- 1784–1813 Claudius Crigan
- 1813–1814 vakant
- 1813 (oder 1814) – 1827 George Murray (1827–1860 Bischof von Rochester)
- 1827–1838 William Ward
- 1838–1839 James Bowstead (auch Bischof von Lichfield)
- 1839 (oder 1840) – 1841 Henry Pepys (auch Bischof von Worcester)
- 1841–1846 Thomas Vowler Short (danach Bischof von St. Asaph)
- 1846–1847 Walter August Shirley
- 1847–1854 Robert Eden, 3. Baron Auckland (auch Bischof von Bath & Wells)
- 1854–1877 Horatio Powys
- 1877–1887 Rowley Hill, DD
- 1887–1892 John Wareing Bardsley (Bardesley)
- 1892–1907 Norman Dumenil K Straton
- 1907–1911 Thomas W Drury
- 1911–1925 James Denton Thompston
- 1925–1928 Charles Leonard Thornton-Duesbury
- 1928–1943 William Stanton Jones
- 1943–1954 John Ralph Strickland Taylor
- 1954–1966 Benjamin Pollard
- 1966–1974 George Eric Gordon
- 1974–1983 Vernon Sampson Nicholls
- 1983–1988 Arthur Henry Attwell
- 1989–2003 Noel Debroy Jones
- 2003–2007 Graeme Paul Knowles
- 2008–2016 Robert Paterson
- 2016–2023 Peter Eagles
- seit 2024 Patricia Hillas